# Coelichneumon strombus
Coelichneumon strombus là một loài tò vò trong họ Ichneumonidae.